# Xi Mu Rong
 (mai 2018).
Si vous disposez d'ouvrages ou d'articles de référence ou si vous connaissez des sites web de qualité traitant du thème abordé ici, merci de compléter l'article en donnant les références utiles à sa vérifiabilité et en les liant à la section « Notes et références ».
Xi Mu Rong, née le 15 octobre 1943, est une poétesse chinoise. Elle a commencé à écrire de la poésie à l’âge de 13 ans. Elle a obtenu son diplôme à l’Académie royale des Beaux-Arts de Bruxelles et a enseigné au Shin Ju Collège, et au département des Beaux-Arts de l’Université Dong Hai de Taïwan.

## Biographie
Elle est née le 15 octobre en 1943 à Chongqing, dans la province chinoise du Sichuan. Sa famille est originaire de Cha-ha-er-mon-min-an-qi, en Mongolie intérieure. Son nom mongol est Muren Hsi Lian Bo, qui signifie la rivière vide et grande. Elle est une descendante de la royauté mongole, sa grand-mère est une princesse noble. Elle a habité Shanghai et Hong Kong avant de s’installer à Taïwan. 
En 1964 elle a étudié la peinture en huile à l’Académie royale des Beaux-Arts de Bruxelles. Après elle a gagné son diplôme elle enseigne comme professeur des beaux-arts à Taiwan. Elle a organisé une dizaine d’expositions personnels, et elle avait publié des collections des arts qui ont obtenu du prix. 
En 1981, elle a publié son premier recueil de poésie « Qi li xiang » (odeur de sept miles) par Da Di Publisher. Ce recueil a eu sept rééditions dans la même année. Ses livres suivants comme Wuyuan de Qingchun (La jeunesse irréprochable) ont aussi été des succès.